# Незаменим токен
Незаменим токен (NFT) (non-fungible token) е уникален запис в даден блокчейн. NFT могат да се използват за представяне на елементи като снимки, видеоклипове, аудио и други видове цифрови файлове. Достъпът до всяко копие на оригиналния файл обаче не е ограничен от NFT. Копията на тези цифрови записи са достъпни за всеки, независимо че NFT предоставя на собственика доказателство за собственост, отделена от авторските права.
Пазарната стойност на NFT се утроява през 2020 г., достигайки над 250 милиона долара. През първото тримесечие на 2021 г. продажбите на NFT надхвърлят вече 2 милиарда долара.

## Използване
Уникалният запис на NFT може да се провери в блокчейна. Собствеността върху NFT често се свързва с лиценз за използване на базовия дигитален актив, но като цяло не предоставя авторски права на купувача: някои споразумения предоставят лиценз само за лична, нетърговска употреба, докато други лицензи също позволяват търговско използване на основния цифров актив.

## Дигитално изкуство
Цифровото изкуство е случай на ранна употреба за NFT  , поради способността на блокчейн технологията да осигурява уникалния подпис и собствеността на NFT. Дигиталното произведение на изкуството, озаглавено „Ежедневно: първите 5000 дни“ (Everydays: The First 5000 Days), от художника Майк Уинкелман, известен още като Бийпъл (Beeple), се продава за 69,3 милиона щатски долара през 2021 г. Покупката достига третата най-висока аукционна цена, постигната за жив художник, след Джеф Кунс и Дейвид Хокни. Друг запис на Beeple, озаглавен Crossroad, е 10-секундна анимация, показваща пешеходци, преминаващи покрай фигура на Доналд Тръмп, продадена за 6,6 милиона щатски долара в Nifty Gateway, онлайн криптовалутен пазар за цифрово изкуство.
3D-рендериран модел на дом на име „Mars House“, създаден от художника Криста Ким, е продаден като част от дигиталната недвижима собственост на пазара на NFT за над 500 000 щатски долара.

## Предимства[12]

### Дигитална собственост
Основното предимство на незаменимите токени е възможността да се докаже собствеността. NFT могат да помогнат при свързването на собствеността към един акаунт, тъй като те са в блокчейн мрежа. Най-важното е, че NFT не подлежат на разпространение и не могат да се споделят между много собственици. В същото време ползите от собствеността върху NFT защитават потребителите срещу риска от получаване на фалшиви NFT.

### Автентичност
Предимствата на незаменимите токени зависят преди всичко от тяхната уникалност. NFT се произвеждат в блокчейна, което означава, че са свързани с уникални данни. Отличителните характеристики на NFT показват техния потенциал за добавяне на стойност. В същото време производителите на NFT имат възможност да пуснат ограничено количество NFT, за да създадат недостиг на доставки.
В случай на някои NFT, авторите имат възможност да направят множество дубликати, подобно на начина, по който се правят билетите. От друга страна, неизменността на блокчейна, върху която се поддържат NFT, гарантира тяхната легитимност.
Неизменността гарантира, че NFT, базирани на блокчейн, остават незасегнати от промени, премахване или замяна. В резултат на това NFT могат лесно да популяризират своята автентичност като най-желания атрибут.

### Прехвърляемост
В случай на NFT, създателите на игри могат да създадат NFT за обекти в играта, които играчите могат да съхраняват в своите цифрови портфейли. След това играчите могат да използват нещата от играта извън играта или дори да ги продават, за да получат пари. Тъй като NFT са изградени върху интелигентни договори, това прави прехвърлянето на собственост лесно. Интелигентните договори определят точни критерии между купувача и продавача, които трябва да бъдат изпълнени, преди прехвърлянето на собственост да бъде финализирано.